# Лани (Щирецька селищна громада)
Лани́ — село в Україні, у Щирецька селищній громаді Львівського районі Львівської області. Орган місцевого самоврядування — Щирецька селищна рада. Населення становить 1004 особи (станом на 2018 рік).

## Населення
За даними перепису населення 2001 року у селі мешкало 1008 осіб, у 2018 році — 1004 особи.
Мова
Розподіл населення за рідною мовою за даними перепису 2001 року був наступним:
| українська | 967 | 95,93 |
| польська   | 37  | 3,67  |
| російська  | 3   | 0,30  |
| білоруська | 1   | 0,10  |

## Географія
Село Лани розташоване за 33 км від обласного центру, за 33 км від районного центру та за 4 км від центру громади. Відстань до найближчої залізничної станції Дмитрія становить 0,7 км.

## Пам'ятки
- капличка Покрови Пресвятої Богородиці (ПЦУ). Належить до Пустомитівського деканату, Львівської єпархії ПЦУ.

## Відомі люди
Народилися
- Онищак Дмитро Васильович — вояк УПА.

## Галерея

Світлини села Лани
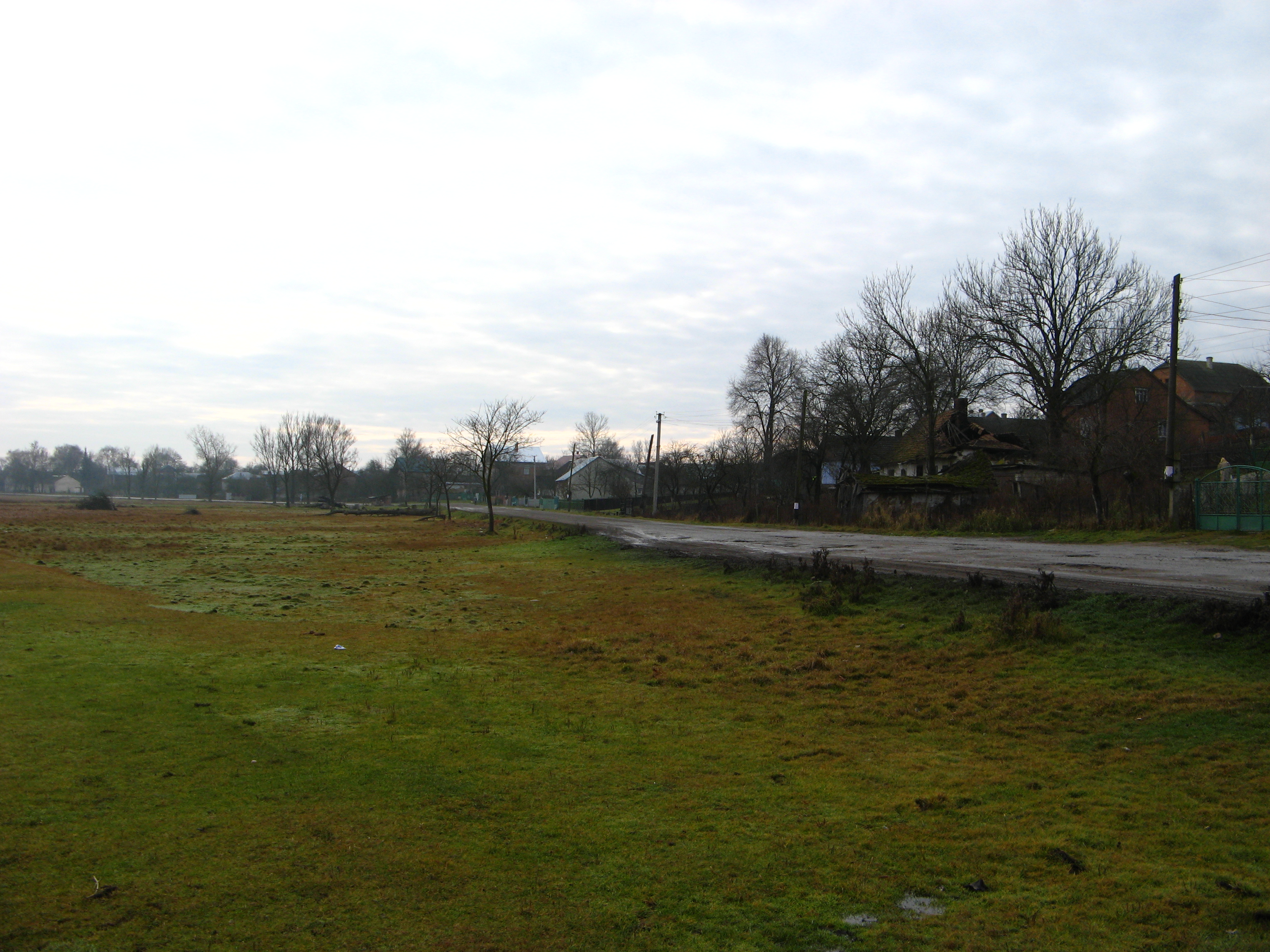
Центральна частина села
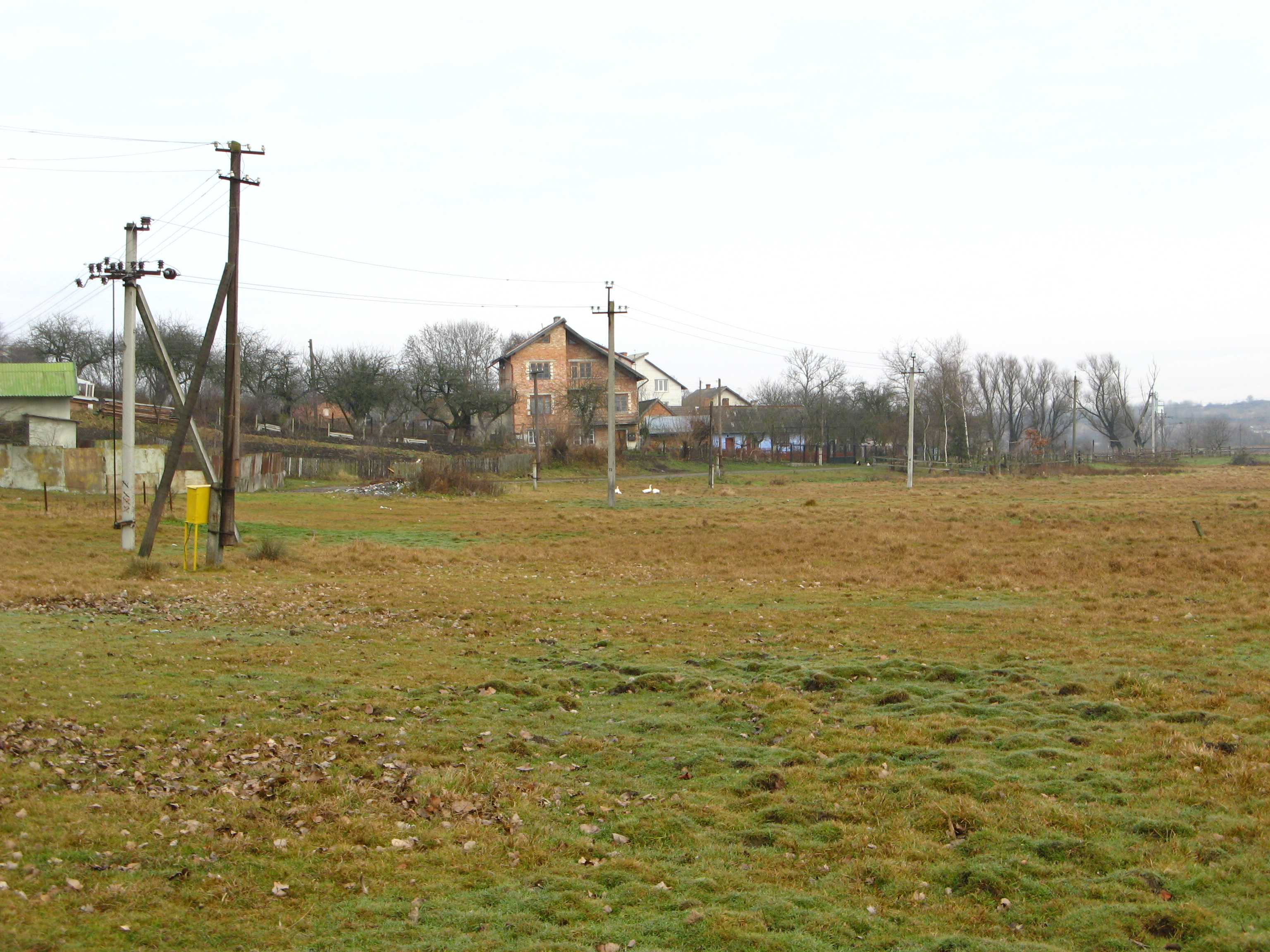
Північна околиця Ланів